# 全国新幹線鉄道整備法
全国新幹線鉄道整備法（ぜんこくしんかんせんてつどうせいびほう、昭和45年5月18日法律第71号）は、新幹線鉄道による全国的な鉄道網の整備に関する日本の法律である。略称は全幹法（ぜんかんほう）。
1970年（昭和45年）5月18日に公布。国土交通省鉄道局幹線鉄道課と総合政策局交通政策課が共同で所管する。

## 法律構成
- 第1章 総則（第1条 - 第3条）
- 第2章 新幹線鉄道の建設（第4条 - 第14条の2）
- 第3章 新幹線鉄道の大規模改修（第15条 - 第23条）
- 第4章 雑則（第24条）
- 第5章 罰則（第25条 - 第29条）
- 附則

## 法律制定の経緯
当初は建設に強い不要論があった東海道新幹線だが、1964年（昭和39年）10月1日の開業以降予想を上回る利用実績をあげ、その利便性、高速性、安全性が国民に広く支持されるに至った。これにより、政治家や官僚はその姿勢を変換し、今度はその建設・整備を全国に広げ、経済効果の波及と利権の確保を目論んだ。こうして出来上がったのがこの法律である。
この法律制定以後、幹線鉄道の輸送力増強が主目的だったはずの新幹線はその性格を変え、高速道路とともに高速交通網の主役、公共事業の顔として、政治的、経済的な論争の対象となっていくのである。

## 新幹線の定義
この法律において、初めて「新幹線鉄道とは何か」という定義がされた。それまでは、改正前の新幹線特例法が「東京都と大阪府とを連絡する日本国有鉄道の幹線鉄道であって、その軌間が一・四三五メートルであるもの」を「東海道新幹線鉄道」と定義しているに過ぎなかったが、本法第2条において「主たる区間を列車が二百キロメートル毎時以上の高速度で走行できる幹線鉄道」が「新幹線鉄道」と定義された。

## この法律による新幹線
この法律では、新幹線の路線計画は国土交通大臣が定めることになっており、同法第4条に基づき「建設を開始すべき新幹線鉄道の路線を定める基本計画」（基本計画）を決定して公示し、調査の上（第5条）、整備計画を決定して（第7条）、建設指示を行うこととなっている（第8条）。
なお、東海道新幹線と山陽新幹線は、本法制定時点で開業済みもしくは建設中であったが、本法によって建設されたものとみなしている。

### 整備計画
基本計画路線のうち、本法第7条に基づいて整備計画が決定された路線は以下の通り。
- 1973年（昭和48年）11月13日に整備計画が決定した路線（整備新幹線）
  - 東北新幹線：岩手県盛岡市 - 青森県青森市間（主要な経過地　八戸市附近[2]）
  - 北海道新幹線：青森県青森市 - 北海道札幌市間（主要な経過地　函館市附近、小樽市附近）
  - 北陸新幹線：東京都 - 大阪府大阪市間（主要な経過地　長野市附近、富山市附近、小浜市附近）
  - 九州新幹線：福岡県福岡市 - 鹿児島県鹿児島市間（主要な経過地　熊本市附近、川内市附近）
  - 西九州新幹線：福岡県福岡市 - 長崎県長崎市間（主要な経過地　佐賀県佐賀市附近）
- 2011年（平成23年）5月26日に整備計画が決定した路線
  - 中央新幹線：東京都 - 大阪府大阪市間（主要な経過地　甲府市附近、赤石山脈中南部、飯田市附近、名古屋市附近、奈良市附近[3]）

## 新幹線鉄道の建設
国土交通大臣は、「基本計画」を決定したときは、同意を得たうえで営業主体及び建設主体を指名することができる（第6条第1項）。その後、やはりそれぞれの同意を得たうえで「整備計画」を決定し、建設主体に建設を指示する。なお、鉄道建設・運輸施設整備支援機構が行う建設工事の費用は、国および当該新幹線鉄道の存する都道府県が負担するとされている。
かつては、建設主体や営業主体が日本国有鉄道または日本鉄道建設公団（鉄道建設・運輸施設整備支援機構の前身）に法定されていたほか、各段階の同意も必要なく、国の裁量のみによって事業が進められていたが、国鉄改革の際に現在の形に改められた。
2011年（平成23年）5月20日に建設主体・営業主体の指名が行われた中央新幹線（リニア中央新幹線） は、営業主体だけではなく建設主体も東海旅客鉄道（JR東海）で、本法を根拠とする新幹線鉄道では初めて建設主体がJR本体に指名された。JR東海は、地元要望に基づく途中駅の建設費を全額地元の地方公共団体に求め、それ以外は全額自主財源で建設する意向を示していたが、後に駅も自主財源で建設する方針に変更した。

## その他
- 成田新幹線用に建設された成田国際空港付近の路盤や駅スペースは、成田空港高速鉄道が保有し、現在東日本旅客鉄道（JR東日本、成田線空港支線）と京成電鉄（京成本線・成田スカイアクセス線）の成田空港駅に線路利用料を徴収し、上下分離方式で施設の貸付・乗り入れ列車の利用がされている。
- 東海旅客鉄道（JR東海）と鉄道総合技術研究所（鉄道総研）が実験を進めている山梨リニア実験線は、中央新幹線ルートに合わせており、中央新幹線はこの法律により整備計画が決定した。
- 山形新幹線（福島 - 新庄間）と秋田新幹線の一部区間（大曲 - 秋田間）は奥羽新幹線とルートが重複しているが、これらのミニ新幹線は、法規上在来線であり、整備新幹線として整備されたものではない。
- 四国横断新幹線は瀬戸大橋を使用する計画のため、瀬戸大橋は新幹線・道路併用として設計、建設されている。瀬戸大橋の鉄道用部分には、在来線上下2線が敷設運行済みのほか、新幹線上下2線を敷設するスペースも別に確保されている。
- 四国新幹線は大阪より明石海峡大橋と大鳴門橋を使用して四国に入る計画のため、大鳴門橋は新幹線・道路併用で設計されたが、明石海峡大橋は工事費削減のため道路専用橋に変更された。よって新幹線を通すにはもう1橋（またはトンネル）を作らなければならない。

## 用語
- 行為制限区域（10条）